# إيمون بانون
إيمون بانون (بالإنجليزية: Eamonn Bannon)‏ هو لاعب كرة قدم ومدرب كرة قدم بريطاني، ولد في 18 أبريل 1958 في إدنبرة في المملكة المتحدة. شارك مع منتخب اسكتلندا تحت 21 سنة لكرة القدم ومنتخب اسكتلندا لكرة القدم. أما مع النوادي، فقد لعب مع تشيلسي ودندي يونايتد ونادي ستنهاوسموير ونادي هيبرنيان وهارت أوف ميدلوثيان.

## مسيرته الكروية
لعب إيمون بانون خلال مسيرته الاحترافية مع 5 أندية في اثنين وعشرين موسمًا وسجل خلالها 101 هدف ضمن 530 مباراة. ولم يفز بأي موسم بالكأس وفاز في موسم واحد بالدوري.
خاض إيمون بانون مسيرته مع نادي هارت أوف ميدلوثيان في موسم 1976–77 في المرة الأولى واستمر معه طيلة ثلاثة مواسم ثم في موسم 1988–89 ليلعب معه خمسة مواسم، مشاركًا طوالها في 185 مباراة سجل خلالها 27 هدفًا. ثم انتقل إلى نادي تشيلسي في موسم 1978–79 ولمدة موسمين، حيث شارك في 25 مباراة سجل خلالها هدفًا واحدًا. لينتقل بعدها إلى نادي دندي يونايتد في موسم 1979–80 ليلعب معه تسعة مواسم، مشاركًا في 290 مباراة سجل خلالها 72 هدفًا. ثم انتقل إلى نادي هيبرنيان في موسم 1993–94 ولمدة موسمين، مشاركًا في مباراة ولم يسجل أي هدف. هذا وانتقل لاحقًا إلى نادي ستنهاوسموير في موسم 1995–96 لمدة موسم واحد، مشاركًا في 29 مباراة سجل خلالها هدفًا واحدًا.

## وصلات خارجية
- إيمون بانون على موقع الاتحاد الأوربي (الإنجليزية)
- إيمون بانون على موقع قاعدة بيانات كرة القدم.إي يو (الإنجليزية)
- إيمون بانون على موقع ناشيونال فوتبول تيمز (الإنجليزية)
- إيمون بانون على موقع Soccerbase.com (مدرب) (الإنجليزية)
- إيمون بانون على موقع عالم كرة القدم.نت (الإنجليزية)